# とびうお座ガンマ星
とびうお座γ星（とびうおざガンマせい、γ Volantis、γ Vol）は、とびうお座の二重星である。見かけの合成等級では、とびうお座で最も明るくみえる恒星である。2つの恒星は、連星ではないかと考えられ、また、変光が疑われている。

## 位置・外見

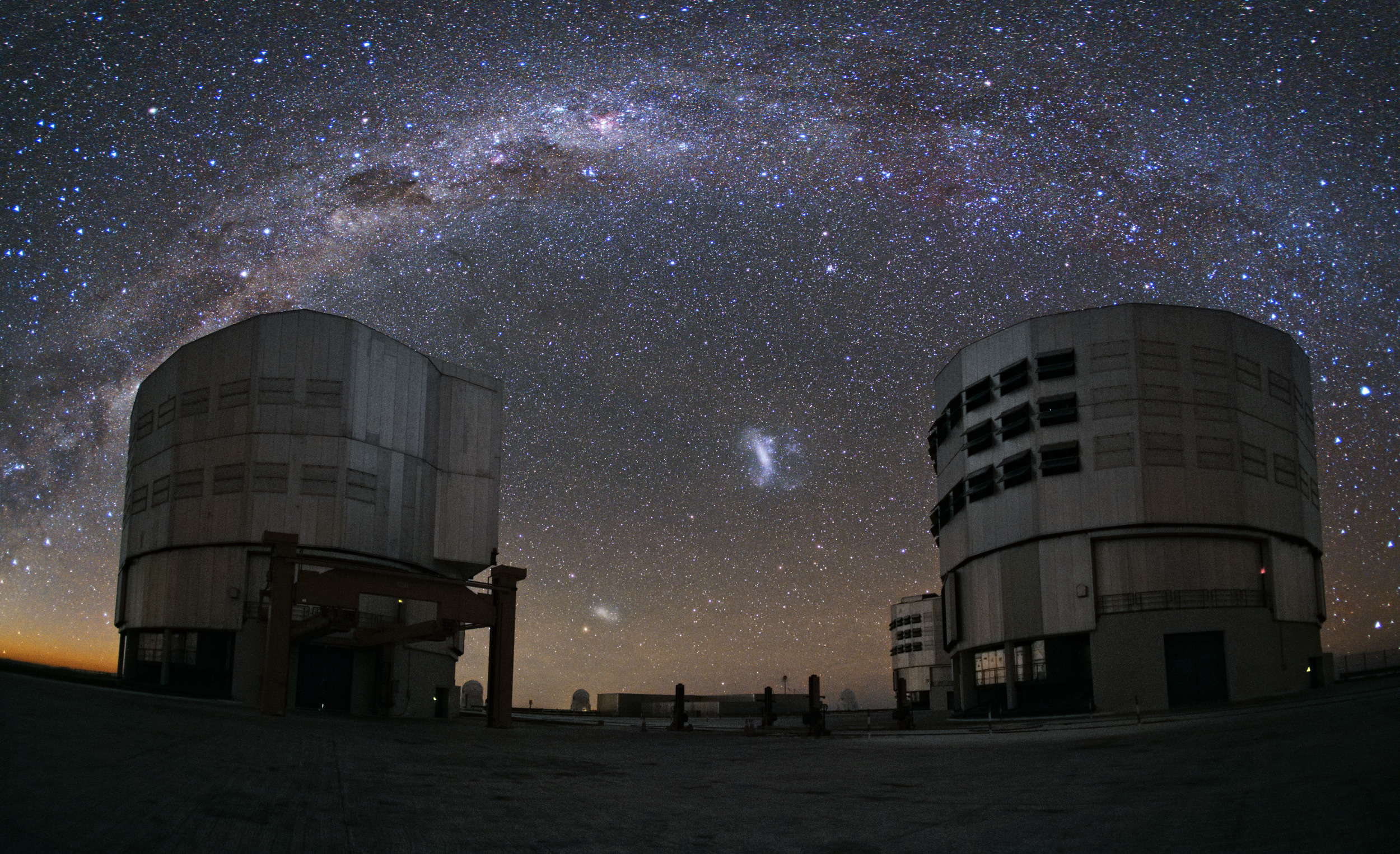
パラナル天文台の夜空（出典: ESO / Y. Beletsky）。とびうお座γ星は、写真の中央付近にあり、大マゼラン雲の上（方角としては東）にみえている。

とびうお座γ星は、天の南極からおよそ20度の位置にあり、大マゼラン雲から東南東におよそ9度の所にみえる。
とびうお座γ星は、肉眼では分解できないが、望遠鏡でみるととびうお座γ1星ととびうお座γ2星の2つの恒星からなり、離角が14秒、明るさは3.8等と5.7等、小望遠鏡できれいにみることができる美しい二重星である。明るい方のγ2星は黄金色、暗い方のγ1星は白ないし黄白色にみえる。見かけの合成等級は3.6で、とびうお座の中では最も明るくみえる恒星である。

## 特徴
とびうお座γ2星は橙色に輝くK型巨星で、スペクトル型はK0 IIIと分類され、見かけの等級は3.78である。表面の有効温度はおよそ4,900 Kで、K型星の範囲に合致する。とびうお座γ1星はF型主系列星で、スペクトル型はF2 Vと分類され、見かけの等級は5.69である。表面の有効温度はおよそ6,500 Kで、F型星であることと整合する。
とびうお座γ星が二重星であることを最初に記録したのは、ジェームズ・ダンロップである。以降、150年以上監視されており、γ1星とγ2星は固有運動が共通する連星とみなされた。相対位置の変化がみられ、軌道曲線が描けるようにはなっているが、情報は限定的で軌道要素を十分制限できていない。天球に投影したγ1星とγ2星の間の距離は、およそ600 auに相当するが、両者の年周視差の差まで考慮した実際の距離の見積りは2.7パーセクにもなり、連星ではない可能性もある。
とびうお座γ星は、ベンジャミン・グールドによって光度変化があるのではないかと言及され、変光星総合カタログに変光星候補として報告された。グールドは、合成等級で3.56等から3.62等まで変化するとしたが、変光星候補はとびうお座γ2星に紐づけられている。しかし、その後は変光が観測されず、確定した変光星にはなっていない。